# Archidiocèse de Chieti-Vasto
L'archidiocèse de Chieti-Vasto (en latin : Archidiœcesis Theatina-Vastensis ; en italien : Arcidiocesi di Chieti-Vasto) est un archidiocèse métropolitain de l'Église catholique d'Italie appartenant à la région ecclésiastique d'Abruzzes-Molise.

## Territoire
L'archidiocèse est situé dans les Abruzzes, en grande partie dans la province de Chieti, les autres fractions de cette province sont partagés par le diocèse de Sulmona-Valva, le diocèse de Trivento ainsi qu'avec l'archidiocèse de Lanciano-Ortona qui est aussi son suffragant. Il a sous sa juridiction une partie de la province de Pescara, l'autre partie de cette province étant dans l'archidiocèse de Pescara-Penne et celui de Sulmona-Valva.
Son territoire qui couvre 2539 km2 est divisé en 144 paroisses regroupées en 10 archidiaconés. Le siège archiépiscopal est dans la ville de Chieti où se trouve la cathédrale de Saint-Justin. À Vasto, la co-cathédrale de Saint-Joseph témoignage de l'ancien siège dans cette ville. L'archidiocèse comprend également deux basiliques mineures qui sont des lieux de pèlerinage : la basilique de la Sainte-Face (it) qui conserve le voile de Manoppello, et le sanctuaire Notre-Dame-des-Miracles de Casalbordino (it) à Casalbordino où la Vierge serait apparue en 1576 ; cette Madone des Miracles est la co-patronne de l'archidiocèse avec saint Justin de Chieti (it) (ancien patron du diocèse de Chieti), et saint Michel archange (ancien patron du diocèse de Vasto).

## Histoire
L'archidiocèse actuel est fondé en 1986 par l'union de deux sièges épiscopaux : le diocèse de Chieti historiquement documenté depuis la première moitié du IXe siècle et le diocèse de Vasto établi le 23 juillet 1853. C'est par le décret Instantibus votis de la congrégation pour les évêques du 30 septembre 1986 que l'union complète des deux diocèses de Chieti et de Vasto est réalisée et que le nouvel archidiocèse prend son nom actuel.

### Archidiocèse de Chieti
Les origines du diocèse de Chieti sont incertaines et discutées. La tradition attribue sa fondation à saint Justin mais celle-ci est plutôt tardive et ne remonte qu'au XVe siècle. La même tradition signale, après Justin, une série de douze saints évêques, dont beaucoup sont complètement inconnus, et que la critique hagiographique exclut de la liste des évêques de Chieti. La participation de l'évêque Quintus au concile de Rome de 499 présidé par le pape Symmaque, est également incertaine ; selon l'édition critique des actes conciliaires, le Quintus qui a participé à ce concile n'était pas évêque de l'ecclesia Theatina mais de l'ecclesia Theanensis, ou de Teano.
Les 1ers évêques théatins historiquement documentés remontent au milieu du IXe siècle. Le premier est Théodoric Ier, qui dirige et préside un synode à Chieti en 840. La cathédrale théatine est d'abord consacrée à l'apôtre saint Thomas au moins jusqu'au XIIe siècle avant d'être dédiée à saint Justin. À partir de 850, Chieti devient le principal centre ecclésiastique de la région en élargissant sa juridiction sur les territoires d'Ortona. L'unité du territoire est mise à mal par le pouvoir des grandes abbayes de l'Italie du centre-méridional (initié par l'abbaye du Mont-Cassin) qui possèdent plusieurs fiefs dans la région exemptés de la juridiction épiscopale.
La bulle pontificale du pape Nicolas II du 2 mai 1059 définit précisément les limites du diocèse. Entre le XIIe siècle et le XIVe siècle, grâce aux dons de divers terres et fiefs, l'évêque de Chieti obtient les titres de baron de Villamagna, Orni, Forcabobolina et Astignano et, plus tard, aussi de comte de Chieti. À partir du XIIIe siècle, les grands ordres mendiants fleurissent dans le diocèse et, parallèlement, se développe un remarquable mouvement érémitique, le plus célèbre étant Pietro dal Morrone (le futur pape Célestin V) qui fonde l'ermitage du Saint-Esprit à Roccamorice en 1254, premier noyau de l'ordre des Célestins.
Au cours des siècles suivants, le siège épiscopal de Chieti atteint un certain prestige et commence à être contesté par les grandes familles du royaume de Naples. En 1505 Giampietro Carafa (plus tard pape sous le nom de Paul IV) obtient grâce à son oncle Oliviero le gouvernement du diocèse ; quand il fonde l'ordre des clercs réguliers avec Gaétan de Thiene, il leur donne le nom de théatins du nom latin de son diocèse ; les fondateurs de deux autres instituts de clercs réguliers, François Caracciolo (fondateurs des clercs réguliers mineurs) et Camille de Lellis (fondateurs des clercs réguliers pour les malades) étaient aussi originaires du diocèse (respectivement de Villa Santa Maria et de Bucchianico).
Le 27 juin 1515, Chieti perd une partie de son territoire au profit de l'érection du diocèse de Lanciano. Le 1er juin 1526, par la bulle Super universas du pape Clément VII, Chieti est élevé au rang d'archidiocèse métropolitain et les diocèses de Penne, Atri et Lanciano sont désignés comme ses suffragants. Chieti perd bientôt tous ses diocèses suffragants, d'abord Penne et Atri, directement soumis au Saint-Siège par décision du pape Paul III avec la bulle Inter cetera du 18 juillet 1539 ; puis Lanciano, élevé au rang d'archidiocèse par Pie IV en 1561 ; Pie V restaure alors le diocèse d'Ortona (20 octobre 1570) et le déclare suffragant de Chieti.
Dans la seconde moitié du XVIe siècle, les archevêques entreprennent directement la mise en œuvre des décrets de réforme du concile de Trente à travers des visites pastorales, la fondation du séminaire archiépiscopal en 1568, et la tenue de synodes. Ils favorisent la présence de nouveaux ordres religieux, comme les carmes déchaux, les jésuites, les frères mineurs capucins, les minimes et les piaristes.
Avec la réforme des circonscriptions ecclésiastiques opérée par le pape Pie VII par la bulle De Utiliori (27 juin 1818), quelques églises nullius dioecesis du territoire sont supprimées et réunies au siège archiépiscopal de Chieti. La même bulle supprime le seul suffragant de Chieti, le diocèse d'Ortona, qui est uni à celui de Lanciano. Chieti reste ainsi sans suffragants et, pour y remédier, à la demande de Ferdinand II et du marquis Alphonse d'Avalos, le pape Pie IX, par la bulle In apostolica omnium ecclesiarum de 1853 démembre la ville de Vasto et son district de l'archidiocèse de Chieti érigeant un nouveau diocèse, qui est confié sous l'administration perpétuelle à l'archevêque de Chieti.
Le 2 mars 1982, avec la bulle Fructuosa ecclesiae du pape Jean-Paul II, deux nouveaux suffragants sont annexés à la province ecclésiastique de Chieti : Lanciano, qui garde toujours son titre d'archevêché, et Ortona, uni aeque principaliter à Lanciano. Le 24 août de la même année, le régime de l'administration perpétuelle prit fin et le diocèse de Vasto fusionne aeque principaliter au siège théatin ; parallèlement, l'archevêque Vincenzo Fagiolo est également nommé évêque de Vasto.

### Diocèse de Vasto
Une communauté chrétienne dans l'ancienne ville romaine d'Histonium, aujourd'hui Vasto, est attestée pour la première fois à la fin du Ve siècle dans une lettre du pape Gélase Ier (492-496).
À partir du IXe siècle, la ville et le territoire de Vasto appartiennent au diocèse de Chieti. Du XIe au XVIIe siècle, la ville de Vasto, du point de vue spirituel, dépend de l'abbaye de San Giovanni in Venere, exempte de la juridiction épiscopale et immédiatement soumise au Saint-Siège. En 1853, à la demande du roi Ferdinand II et du marquis Alphonse d'Avalos, le pape Pie IX sépare de l'archidiocèse de Chieti la ville de Vasto et son district et l'érige en diocèse qui est confié à l'administration perpétuelle de l'archevêque de Chieti.
Du 17 février 1940 au 26 juin 1948, Vasto, qui avait pris le nom d'Istonio, prend le nom latin de diœcesis Histoniensis. Le régime de l'administration perpétuelle perdure jusqu'en 1982. Le 24 août de la même année, la congrégation pour les évêques nomme Vincenzo Fagiolo, ancien archevêque de Chieti, également évêque de Vasto, dont le siège est uni aeque principaliter au diocèse théatin. Le double titre d'archevêque de Chieti et évêque de Vasto est également pris par son successeur Antonio Valentini, jusqu'au décret de 1986.

### Archidiocèse de Chieti-Vasto

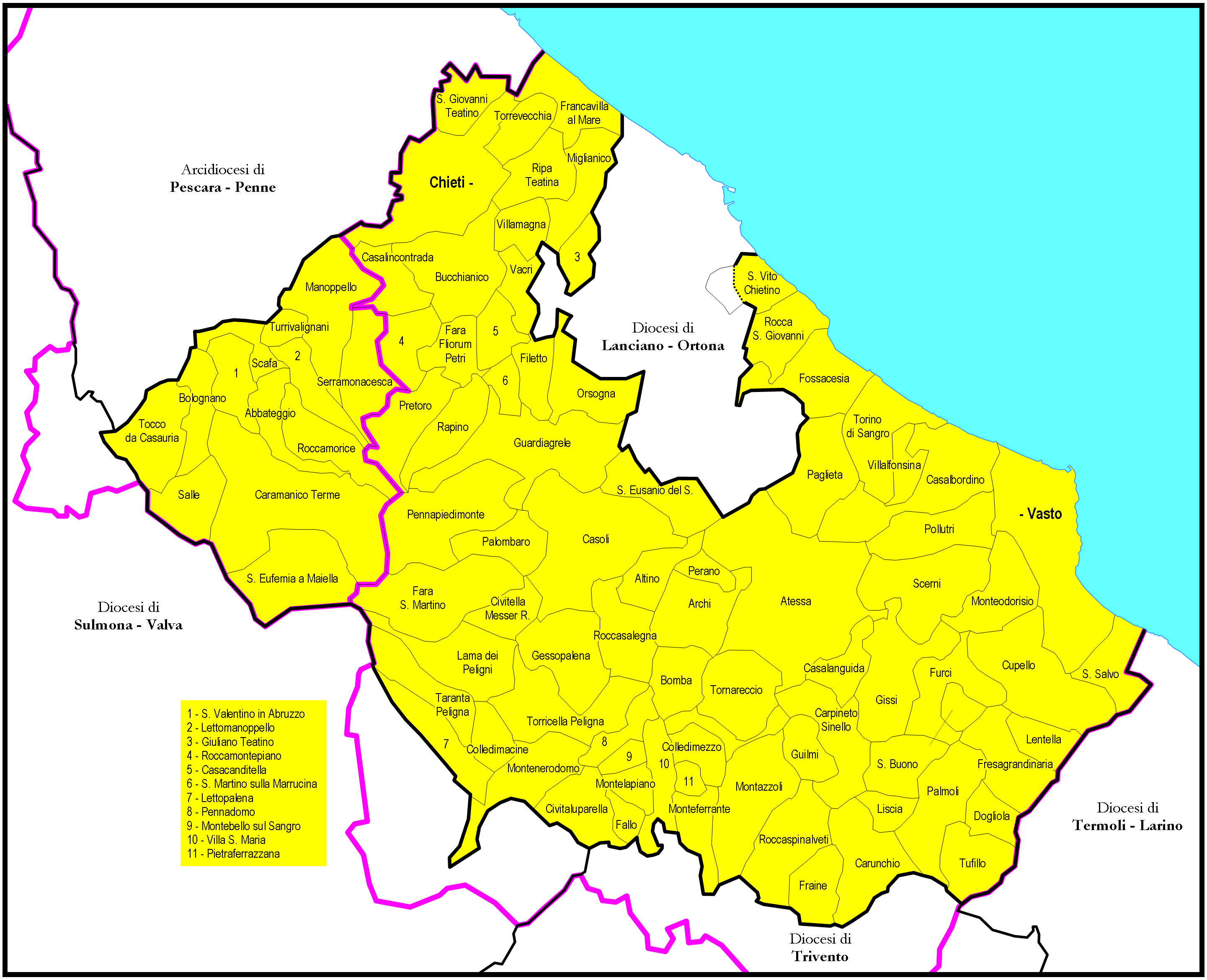

Le 30 septembre 1986, avec le décret Instantibus votis de la congrégation pour les évêques, l'union des deux juridictions de Chieti et de Vasto est complète et le nouveau district ecclésiastique prend son nom actuel. Le 7 octobre 1989, l’archevêque Antonio Valentini, en vertu du décret établissant, en même temps que l’union complète des deux diocèses de Chieti et de Vasto, la constitution de la cathédrale de Chieti comme unique cathédrale érigée en chapitre, établit que le chapitre métropolitain doit être composé de douze prêtres présidés par un chanoine portant le titre de président. Lors des célébrations, les chanoines portent soutane noire, rochet et la mozette cramoisie. Le 31 mai 2010, la paroisse Marie Très Sainte Mère de Dieu, dans le hameau de Pretaro (municipalité de Francavilla al Mare) est détachée de l'archidiocèse de Pescara-Penne et agrégée à l'archidiocèse de Chieti-Vasto.

## Sources
- (en) Catholic-Hierarchy

- (it) Cet article est partiellement ou en totalité issu de l’article de Wikipédia en italien intitulé « Arcidiocesi di Chieti-Vasto » (voir la liste des auteurs).